# Wsewołod Hołubowycz
Wsewołod Ołeksandrowycz Hołubowycz, ukr. Всеволод Олександрович Голубович (ur. 1885 we wsi Mołdawka (powiat bałcki, gubernia podolska), zm. 16 maja 1939 w Jarosławlu) – ukraiński działacz polityczny, premier Ukraińskiej Republiki Ludowej.
Z zawodu inżynier, członek Komitetu Centralnego Ukraińskiej Partii Socjalistów Rewolucjonistów (UPSR). W okresie działania Ukraińskiej Centralnej Rady generalny sekretarz transportu (od 14 lipca 1917), następnie handlu i przemysłu (od 30 października 1917). W listopadzie 1917 w demokratycznych wyborach do Konstytuanty Rosji wybrany deputowanym z okręgu Chersoń z listy ukraińskich eserowców.
W styczniu 1918 w Brześciu przewodniczył delegacji Ukraińskiej Republiki Ludowej na rozmowach z Państwami Centralnymi, których efektem było uznanie suwerenności URL i traktat pokojowy z 9 lutego 1918.
Od 30 stycznia 1918 do 29 kwietnia 1918 był premierem URL.
W 1931 oskarżony o działalność w Ukraińskim Centrum Narodowym (mistyfikacja OGPU), skazany na długoletnie więzienie.
Zmarł w więzieniu.

## Bibliografia

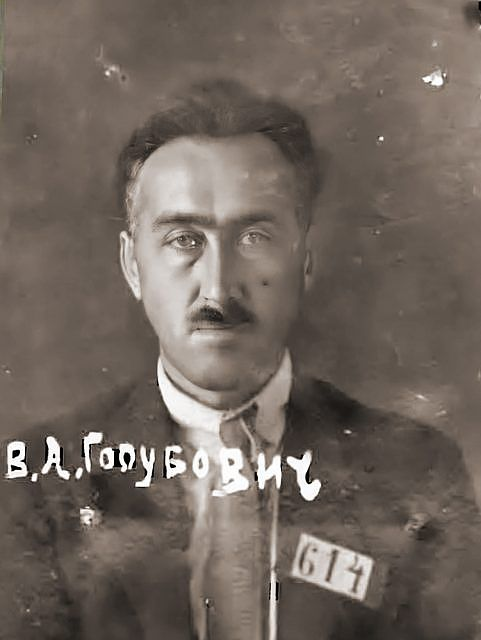
Wsewołod Hołubowycz po aresztowaniu przez Czeka 1920